# Леотешти (Олт)
Леотешти (рум. Leotești) насеље је у Румунији у округу Олт у општини Бобичешти. Oпштина се налази на надморској висини од 145 m.

## Становништво
Према подацима из 2002. године у насељу је живело 662 становника, од којих су сви румунске националности.